# Octomeria campos-portoi
Octomeria campos-portoi är en orkidéart som beskrevs av Rudolf Schlechter. Octomeria campos-portoi ingår i släktet Octomeria och familjen orkidéer. Inga underarter finns listade i Catalogue of Life.